# Ilyophis
Ilyophis là một chi cá chình trong họ cá chình họng xẻ Synaphobranchidae.

## Loài
Có sáu loài được công nhận trong chi này:
- Ilyophis arx C. H. Robins, 1976[2][3][4]
- Ilyophis blachei Saldanha & Merrett, 1982[2][3][4]
- Ilyophis brunneus C. H. Gilbert, 1891[2][3][4]
- Ilyophis nigeli Shcherbachev & Sulak, 1997[2][3][4]
- Ilyophis robinsae Sulak & Shcherbachev, 1997[2][3][4]
- Ilyophis saldanhai Karmovskaya & Parin, 1999[2][3][4]